# Дулмаев, Виктор Вячеславович
Виктор Вячеславович Дулмаев (род. 27 января 1986) — российский самбист, призёр чемпионатов России по боевому самбо, мастер спорта России международного класса.

## Биография
В 2003 году окончил школу и поступил на спортивное отделение Бурятского республиканского педагогического колледжа. Тогда же записался в секцию самбо. В 2006 году стал чемпионом Бурятии по боевому самбо.
В 2006 году после окончания колледжа поступил на 3 курс Бурятского государственного университета. После окончания учёбы проходил военную службу в Чите. Во время службы стал чемпионом Сибирского военного округа по армейскому рукопашному бою.

## Спортивные достижения
- Чемпионат России по боевому самбо 2009 года — ;
- Чемпионат России по боевому самбо 2011 года — ;
- Чемпионат России по боевому самбо 2015 года — ;
- Чемпионат России по боевому самбо 2016 года — ;
- Этап кубка мира по самбо на призы Заслуженного мастера спорта России Асламбека Аслаханова 2011 года — ;